# نایت‌وینگ
نایت‌وینگ (به انگلیسی: Nightwing) یک شخصیت خیالی ابرقهرمان در کتاب‌های کامیک آمریکایی منتشر شده توسط دی‌سی کامیکس است. این شخصیت تاکنون با هویت‌های مختلفی ظاهر شده است که از برجسته‌ترین هویت‌های نایت‌وینگ می‌توان به دیک گریسون اشاره کرد که از هویت خود به عنوان رابین، همکار خودخوانده بتمن کناره‌گیری نمود و با هویت جدیدی به نام نایت وینگ به مبارزه با جرم و جنایت پرداخت. او در کودکی همراه با پدرش ریچارد و مادرش ماری در سیرک هالی کار می‌کرده است.
همچنین در داستان‌های دیگری که در بین شخصیت‌های خانواده بتمن در جریان است، و شامل دوستان و آشنایان دیک گریسون از جمله جیسون تاد (یکی دیگر از هویت‌های رابین) می‌شود، به‌طور مختصر این عنوان را به یدک می‌کشند. در همین حال، در طول روایات سوپرمن فرزند خوانده سوپرمن کریس کنت و پاور گرل نیز برای مدت کوتاهی در نقش نایت‌وینگ ظاهر می‌شوند.

## زندگینامه ساختگی شخصیت

### دیک گریسون
دیک، والدینش و خانوادهٔ عموی او تحت نام "flying graysons" شناخته می‌شدند، در سیرک هالی آکروبات بازهای معروف بودند. در یکی از اجراها، دیک در هشت سالگی خود شاهد به قتل رسیدن والدینش بود؛ اما خوشبختانه بروس وین (بتمن) که در بین تماشاچی‌ها بود، سرپرستی دیک را به عهده می‌گیرد. بروس که خود تجربهٔ از دست دادن پدر و مادرش را داشت، دیک را طوری بزرگ کرد که مثل خودش شخصیتی عصبی و تاریک نباشد. تمرینات دیک از زمانی که بروس راز خود را به او گفت (۸ سالگی) تا سیزده سالگی او بود، از آن پس او در لباس رابین به بتمن کمک می‌کرد. اما به دلیل بزرگ شدن و خسته شدن از رفتارهای بتمن و اینکه می‌تواند به تنهایی و بدون کمک او با جرم و جنایت مبارزه کند از او جدا شد. از آن پس، دیک به بتمن (برای مدتّی نچندان زیاد) پیوست؛ او برای مدتی با لباس رابین به بتمن کمک کرد، اما بعد لباس نایت‌وینگ را طرّاحی کردند. این نام از روی یک شخص کریپتونی الگو برداری شده است، که سرگذشتی مثل دیک داشته و بعد به قهرمان تبدیل شد. دیک تنها تجسم از شخصیت رابین به‌شمار می‌رود بود که توانست چندین بار بتمن را در مبارزه شکست دهد.
از آن پس (در سن هجده سالگی)، کمیک‌ها سریال‌ها و کارتون‌های دیک، در لباس نایت‌وینگ و معمولاً به صورت تک‌نفره بودند. وقتی که کمر بتمن توسط بین می‌شکند. در این مدت بروس فردی به نام «عزرائیل» را جانشین خود قرار می‌دهد امّا متوجه می‌شود که او یک دیوانه است، پس در این مدت دیک را جانشین خود (تا زمان بهبودی) قرار می‌دهد. او به بتمن بودن تا سال ۲۰۱۱ (یعنی زمان شروع نیو ۵۲) ادامه می‌دهد.
به دلیل اینکه دی‌سی کامیکس تصمیم می‌گیرد نویسندهٔ کمیک‌های نایت‌وینگ نیو ۵۲ را تغییر دهند آقای کایل هگینز که نویسنده سری کمیک‌های قبلی نایت‌وینگ نیز بود، مجبور می‌شوند که دیک را در شمارهٔ ۳۰ کمیک نایت‌وینگ نیو ۵۲ به قتل برسانند. مقدمهٔ قتل نایت‌وینگ از چند قسمت قبل از قسمت آخر شروع شد و در قسمت ۳۰ (آخرین قسمت) شخصیت واقعی نایت‌وینگ در تلویزیون معلوم می‌شود و بنابراین، دیک خود را به مرگ می‌زند. البته بعد از آن، آقای تیم سیلی شروع به نوشتن کمیک‌های جدید دیک کرد.
دیک در این سری کمیک‌ها مانند شخصیت جیمز باند است و یک کارآگاه با اسم رمز مأمور ۳۷ محسوب می‌شود. داستان کمیک‌های «Agent of Spyral» بدین صورت است که دیک برای مردی کار می‌کند که می‌تواند تغییر شکل دهد و این مرد دیک را نیز تغییر می‌دهد تا به یک کارآگاه (البته بدون شخصیت پنهان) تبدیل شود. این راز را تنها بروس وین می‌داند و افراد دیگر او را مرده می‌دانند. همکار او نیز در این سری کمیک‌ها هلنا برتینلی (دختر گنگستری که پدر و مادر دیک را کشتند و می‌خواهد از افرادی مثل پدر و مادرش انتقام بگیرد) هست. در تمام این مدت دیک با لباس‌های رابین و نایت‌وینگ، سرپرستی گروه تایتان‌های نوجوان و آوت‌سایدرز (در تمام سری‌ها) و همچنین سرپرستی گروه عدالت جویان جوان را بر عهده دارد.
دیک همچنین مدت زیادی با یکی از اعضای تیم تایتان‌های نوجوان، به نام استارفایر، پرنسس زیبا روی فضایی رابطه داشت. حتی نزدیک بود با یکدیگر ازدواج کنند ولی ریون (هم تیمی آن‌ها) که در آن زمان روح شیطانی‌اش بر او مسلط بود مراسم ازدواج را به هم زد. اما صاحب دختروپسری به نام‌های جیک گریسون و ماری گریسون شدند.